# Lou Carcolh
Il Lou Carcolh o Carcolh è una creatura leggendaria del folclore francese. È descritta come un incrocio tra un serpente e un mollusco, dotato di conchiglia e tentacoli. Si riteneva vivesse in caverne sotterranee situate nel sud-est della Francia. Il mito del Carcolh è spesso associato alla città di Hastingues, situata nelle Landes.